# The Typing of the Dead
The Typing of the Dead (jap. ザ・タイピング・オブ・ザ・デッド) – komputerowa gra zręcznościowa na automaty (później skonwertowana na konsole Sega Dreamcast, PlayStation 2 oraz system Microsoft Windows) wydana w roku 1999, w znacznej mierze oparta na pomyśle i wykonaniu innego produktu Segi – The House of the Dead 2.